# シャルル1世・ド・クロイ＝シメイ
シャルル1世・ド・クロイ＝シメイ（Charles I de Croÿ-Chimay, 1455年 - 1527年）は、シメイ伯のち初代シメイ公。ハプスブルク家に仕えたネーデルラント出身の貴族および政治家である。

## 生涯
シャルルはシメイ伯フィリップ1世・ド・クロイとヴァルブルガ・フォン・メールスの長男として生まれた。
ギネガテの戦い（1479年）の前夜にマクシミリアン1世より騎士に叙せられた。この戦いで、シャルルは鐙が壊れて地面に投げ出され、危うく命を落としそうになった。マクシミリアン、ヨースト・ド・ララン（en）、そして数人のドイツ人が自分たちも巻き込まれる危険を冒してシャルルを救助した。
マクシミリアンとフィリップ美公に対する忠誠心はハプスブルク家に高く評価された。1486年、マクシミリアンはシメイ伯領を公国に昇格させた。シャルルはそれ以降神聖ローマ帝国の諸侯となった。さらに、1491年には金羊毛騎士団の騎士となった。
1500年、シャルルはカール5世の洗礼式で名付け親を務める栄誉に浴した。シャルルはカール5世の家庭教師となったが、カール5世の叔母マルガレーテとの不和のため、1509年に親族のギヨーム・ド・クロイに譲って辞任した。
シャルルは1519年にクレーフェ公ヨハン2世との軍事同盟を結んだ際の交渉者の一人であった。シャルルはエノー伯領の総督およびヴァランシエンヌ総督でもあったが、1521年に婿のフィリップ2世・ド・クロイに譲って辞任した。
シャルルは1527年に死去した。

## 子女
シャルル1世はアラン1世・ダルブレの娘ルイーズ・ダルブレと結婚した。2人の間には8子が生まれたが、生き残ったのは2人の娘だけであった。
- アンヌ（1501年 - 1539年） - アールスコート公フィリップ2世・ド・クロイと結婚、フィリップ2世は後にシメイ公となる[1]。
- マルグリット（1508年 - 1549年） - 1528年に第2代ララン伯シャルル2世と結婚[1]